# Oblężenie Borysowa
Oblężenie Borysowa - oblężenie, które miało miejsce od połowy lipca do początku sierpnia 1660 roku podczas wojny polsko-rosyjskiej (1654–1667).

## Przebieg
Armia polsko-litewska między 10 a 15 lipca dotarła pod twierdzę Borysów leżącą nad Berezyną. Twierdzy bronił garnizon rosyjski w sile 900 piechoty. Ponieważ Rzeczpospolita zamierzała przenieść swe działania na wschód, Stefan Czarniecki doszedł do wniosku, że dla zabezpieczenia linii komunikacyjnych wojsk polskich i litewskich zdobycie Borysowa jest konieczne. Z braku piechoty i artylerii musiał ograniczyć się do blokowania twierdzy. Rozesłał przy tym liczne podjazdy, z których grupa Połubińskiego zajęła Orszę, Kopyś i Szkłów. Michał Pac otrzymał rozkaz od króla Jana Kazimierza by ruszył Czarnieckiemu na pomoc. Ten jednak rozkaz zignorował i zebrane 8 lipca pod Wiłkomierzem wojska zamiast pod Borysów skierował na Wilno, które obległ 13 lipca. Wobec faktu, że Michał Pac nie reagował ani na rozkazy królewskie, ani na prośby Czarnieckiego, oraz wobec szczupłości sił, trzeba było zrezygnować z dalszego oblężenia. W pierwszej dekadzie sierpnia Stefan Czarniecki porzucił Borysów i ruszył pod Mohylew.
Borysów wrócił pod władzę Rzeczypospolitej dopiero w roku 1662.